# أنتوني دين غريفي
أنتوني دين غريفي (بالإنجليزية: Anthony Dean Griffey)‏ هو مغني ومغني أوبرا أمريكي، ولد في 12 فبراير 1970 في هاي بوينت في الولايات المتحدة.